# 法證先鋒
《法證先鋒》（英語：Forensic Heroes）是香港電視廣播有限公司時裝懸疑查案電視劇，法證先鋒系列第一部，由法證、法醫、重案組三方人馬共同查緝探案並追查真相，全劇共25集，由歐陽震華、林文龍、蒙嘉慧及鍾嘉欣領銜主演，並由曹永廉、郭少芸、陳芷菁及楊秀惠聯合主演，監製梅小青。於2007年9月開拍第二輯《法證先鋒II》，2011年1月開拍第三輯《法證先鋒III》，2018年10月開拍第四輯《法證先鋒IV》，2021年9月開拍第五輯《法證先鋒V》，2023年10月開拍第六輯《法證先鋒VI﹕倖存者的救贖》，而該劇被評為無綫版《101拘捕令》。同時該劇也被稱爲時裝版《洗冤錄》，其一該劇演員歐陽震華和林文龍皆有參與該兩劇，其二《法證先鋒》的查案手法近似《洗冤錄》。
本劇是《法證先鋒系列》的第一輯，該劇從2019年3月20日起於翡翠台深宵重播，首集平均收視7點，打破深宵時段劇集重播首集收視記錄，大結局一集七天跨平台總收視高達8.8點，創造近年無綫深宵重播劇集最高記錄，後這一記錄被緊接重播的《法證先鋒II》（9.7點）打破。

## 演員表

### 高家
| 演員     | 角色   | 暱稱/關係/職業 |
| 谷 峰    | 高 通  | 患上白內障，後康復 周麗嬌之夫 因在電鍍廠工作接觸山埃，意外污染周麗嬌的抗癌藥而間接害死其 高彥博之父（曾有誤會，於第7集冰釋前嫌） 於第3-4集被高彥博大罵一頓 於第6集為維護高彥博而背上殺害古澤瑤之罪名，後因被警方查出而失敗 |
|          | 周麗嬌 | 間接被高通害死 高通之亡妻 高彦博之亡母 |
| 歐陽震華 | 高彥博 | Timothy（中學時期）、Tim、Tim Sir、阿博 高通、周麗嬌之子 與高通曾有誤會，於第7集冰釋前嫌 古澤瑤之夫 古澤琛之姐夫 梁小柔之同事兼好友，於第25集成為其男友 林沛沛之前男友 法證事務部高級化驗師 古采尼小說討論區網友（網名地獄天使） 於第17集因被季勝威下藥陷害而與梁小柔發生關係 於第25集被蘇志文綁架，後獲救 童年時由楊家盛飾演 |
| 劉錦玲   | 古澤瑤 | Charlie 高彥博之妻 古澤琛之姊 一心令高通、高彥博父子冰釋前嫌 於3年前車禍以致半身癱瘓 於第2集被診斷患上癌症 於第5集因誤中斑蝥素的毒導致心臟衰竭死亡 （有一段時間在高彥博的回憶中出現） |

### 古家
| 演員   | 角色   | 暱稱/關係/職業 |
| 劉錦玲 | 古澤瑤 | 古澤琛之姊 參見高家 |
| 林文龍 | 古澤琛 | Sam、Dr.Koo 法醫 曾是小混混 高彥博之舅仔 古澤瑤之弟 梁小柔之男友，於第11集提出分手後變為好友 林汀汀之男友，第25集成为未婚夫 林沛沛之好友 趙雪敏、景天思之暗戀對象 推理小說作家（筆名古采尼） 驕陽社義工 曾勸導趙雪敏 《無法完成的宴會》、《你離死亡還剩六十秒》、《致命短訊》之作家 青年由梁証嘉飾演 |

### 梁家
| 演員   | 角色   | 暱稱/關係/職業 |
| 洋     | 梁興隆 | 梁小柔、梁小剛之父 梁興中之兄 陳湄之大伯 梁泳潔之伯父 |
| 李國麟 | 梁興中 | 孻叔 富豪 興沖貿易大老闆 梁興隆之弟 陳湄之夫 梁泳潔之父兼天敵 梁小柔、梁小剛之叔 金海潮之情夫 曾被梁泳潔以贗品偷龍轉鳳換取古董 迷信風水會給自己帶來好運 於第15集因企圖買通羅邦迷暈陳湄及誣陷其不忠，反被陳湄錯手推進泳池遇溺死亡，及後被陳湄及羅邦棄屍海中 |
| 韓馬利 | 陳 湄  | 孻嬸 梁興中之妻 梁泳潔之母 梁興隆之弟媳 梁小柔、梁小剛之嬸 誤殺梁興中之真兇 於第17集被捕 |
| 蒙嘉慧 | 梁小柔 | Madam Leung、Nicole 梁小剛之姊 梁興隆之女 梁興中、陳湄之姪女 梁泳潔之堂姐 高彥博之女友 古澤琛之前女友 原為掃黃組成員，於第1集成為西九龍重案組A組高級督察 於第17集與高彥博發生關係                                                                          |
| 鄭俊弘 | 梁小剛 | Fred、剛仔 法證事務部技術員 梁小柔之弟 梁興隆之子 梁興中、陳湄之姪 梁泳潔之堂弟 暗戀林汀汀 高彥博之下屬 於第9集在酒吧被酒店小姐迷暈並被劫 |
| 岑寶兒 | 梁泳潔 | 阿潔 梁興中、陳湄之女 梁興隆之侄女 梁小柔之堂妹 梁小剛之堂姐 曾以贗品偷龍轉鳳換取梁興中的古董，於第15集被捕，後獲釋 |
| 羅浩楷 | 羅 邦  | 阿邦 梁興中之司機 與陳湄把梁興中的屍首棄於大海 於第17集被捕 |

### 林家
| 演員   | 角色   | 暱稱/關係/職業 |
| 陳芷菁 | 林沛沛 | 善終服務医生 林汀汀之姊 高彥博之前女友 古澤瑤之好友兼情敵 |
| 鍾嘉欣 | 林汀汀 | 法證事務部初級技術員 林沛沛之妹 古澤琛之未婚妻 趙雪敏、景天思之情敵 高彥博之下屬 梁小剛之暗戀對象 於第1集因救人而發現滅門兇案 於第2集加入法證事務部 於第23集被趙雪敏推下樓梯 於第24集被景天思劫持，後獲救 |

### 趙家
| 演員   | 角色   | 暱稱/關係/職業 |
| 陳嘉儀 | 何貴卿 | 卿姨 趙雪敏之母 因曾與杜少威發生爭執，而被懷疑殺死杜少威 |
| 唐詩詠 | 趙雪敏 | 阿Mon 何貴卿之女 私鐘妹，後經古澤琛勸導成為驕陽社義工，後為員工 暗戀古澤琛 林汀汀之情敵，嫉妒林汀汀 景天思之好姐妹兼情敵 杜少威之女友 於第23集推林汀汀下樓梯后被古澤琛大骂一顿后辞职，再被景天思用老鼠藥毒殺身亡，並以《致命短訊》的情節布局為畏罪自殺 |

### 法證部
| 演員     | 角色   | 暱稱/關係/職業                                                                    |
| 歐陽震華 | 高彥博 | 參見高家                                                                          |
| 鍾嘉欣   | 林汀汀 | 參見林家                                                                          |
| 郭少芸   | 莫淑媛 | Yvonne 羅華健之前妻 韓麗敏之好友兼情敵 法證事務部：科學鑑證主任S.E.O 高彥博之下屬 |
| 鄭俊弘   | 梁小剛 | 參見梁家                                                                          |
| 韋家雄   | 朱德安 | Kelvin 法證事務部：科學鑑證主任S.E.O 高彥博之下屬                                 |
| 梁健平   | 馬建生 | Victor 法證事務部：物理組化驗師 高彥博之下屬                                      |
| 傅劍虹   | 唐禮賢 | 法證事務部：物理組化驗師 高彥博之下屬                                             |
| 湯展雄   | 馬志達 | 法證事務部：物理組化驗師 高彥博之下屬                                             |
| 陳山聰   | 蔡偉民 | Man 法證事務部：化學組化驗師 高彥博之下屬                                         |
| 張松枝   | 劉國明 | Jeff 法證事務部：生化組化驗師 高彥博之下屬                                        |
| 趙靜儀   | 陳敏如 | Tina 法證事務部：化學組化驗師 高彥博之下屬                                        |
| 林遠迎   | 李學勤 | 法證事務部：《毒物藥理組》化驗師 高彥博之下屬                                     |
| 吳幸美   | 素心   | Kelly 法證事務部：化驗師 高彥博之下屬                                             |
| 黃芓晴   | 阮倩儀 | Rosal 法證事務部：化驗師 高彥博之下屬                                             |
| 宋紫盈   | 文美珍 | 法證事務部：化驗師 高彥博之下屬                                                   |

### 西九龍重案組
| 演員   | 角色   | 暱稱/關係/職業 |
| 蒙嘉慧 | 梁小柔 | 參見梁家 |
| 曹永廉 | 沈 雄  | 阿沈 警長 梁小柔之下屬 凌心怡、劉俊碩、程偉勝、何永章之上司 |
| 楊秀惠 | 凌心怡 | Josie A組探員 梁小柔、沈雄之下屬 余澤美之表姊 |
| 李雨陽 | 劉俊碩 | 碩仔 A組探員 梁小柔、沈雄之下屬 |
| 梁烈唯 | 程偉勝 | 阿勝 A組探員 梁小柔、沈雄之下屬 |
| 楊英偉 | 何永章 | 章記 A組探員 梁小柔、沈雄之下屬 深水埗區軍裝巡邏警員出身，學警時期獲得銀笛獎，14年前為重案組探員 曾負責李玉冰的案件，並對當中嫌疑犯鄭曉東的罪行鍥而不捨，曾因鄭曉東一再逃出法網而意興闌珊無心工作，直至第13集時因梁小柔鼓勵及勸勉而重新振作 於第8集加入梁小柔團隊 於第14集被鄭曉東用刀刺穿肝臟而傷重身亡，安葬浩園 |
| 歐瑞偉 | 黃卓堅 | 黃Sir B組高級督察 |
| 王基信 | 趙礎基 | 基仔 B組探員 黃卓堅之下屬 |
| 張貝蒨 | 黃玉翠 | B組探員 黃卓堅之下屬 |
| 裘卓能 | 李鏡才 | B組探員 黃卓堅之下屬 |
| 劉天龍 | 周旭堂 | B組探員 黃卓堅之下屬 |
| 黃樂兒 | 葉惠美 | Amy 女警 做餌引出鄭曉東，但遭鄭曉東識破 |
| 李岡龍 | 張敬年 | 張sir A組高級督察，於第1集晉升為總督察 梁小柔、黃卓堅之上司 |
| 赵乐贤 | 冯建国 | 警察 |
| 何俊轩 | 王志华 | 警察 |

### 驕陽社
| 演員   | 角色   | 暱稱/關係/職業 |
| 郭德信 | 朱啟明 | 朱Sir 驕陽社社長 趙雪敏、景天思、Simon、Don之上司 |
| 李思欣 | 景天思 | Tracy 驕陽社員工 朱啟明之下屬 暗戀古澤琛 林汀汀之情敵，但不会嫉妒其 趙雪敏之好姊妹兼情敵 因車禍而下肢癱瘓，後到澳洲動手術而痊癒，但發現古澤琛及林汀汀的戀情後繼續假扮下肢癱瘓以求獲取古澤琛的關心 古采尼小說討論區網友 -- 路人甲 蘇志文之好友兼暗戀對象 因父母被搶劫犯殺害而痛恨人渣 連環殺手，模仿殺人案幕後兇手 殺害林少聰、李國維、趙雪敏之兇手 深信古澤琛小說中“惡有惡報”的規則 殺害趙雪敏並嫁祸其是杀害林少聪,李国维之凶手 於第24集因被林汀汀識穿為連環殺手而挾持其到天台，後因懊悔自己的罪行而跳樓自殺身亡 |
| 唐詩詠 | 趙雪敏 | 阿Mon 驕陽社員工 參見趙家 |
| 賀文傑 | Simon  | 驕陽社員工 朱啟明之下属 |
| 陳 堃  | Don    | 驕陽社員工 朱啟明之下属 |

### 與案件有關人物

#### 譚家滅門案（第1-3集）
| 演員   | 角色         | 暱稱/關係/職業 |
| 陳榮峻 | 譚 德        | 潘惠芳之夫 譚偉昇、譚麗玲之父 錯手推譚麗玲至桌角使其流產 於第1集被譚偉昇殺害 |
| 陳安瑩 | 潘惠芳       | 譚德之妻 譚偉昇、譚麗玲之母 於第1集被譚偉昇殺害 |
| 敖嘉年 | 譚偉昇       | 譚德、潘惠芳之子 譚麗玲之兄 IT公司東主 偷取譚德的鑽石未遂 殺害譚德、潘惠芳、譚麗玲之兇手 欲制造自己也是受害者的假象而導致重傷 於第3集被捕                                                               |
| 陳自瑤 | 譚麗玲       | 阿Ling 譚德、潘惠芳之女 譚偉昇之妹 陳文狄之女友 曾懷有陳文狄的孩子，後因被譚德推至桌角導致流產 於第1集被譚偉昇殺害                                                                                      |
| 黎諾懿 | 陳文狄       | Dick 譚麗玲之男友 車房工人 大蛇標之好友 曾被懷疑是真兇 於第1集偷竊何文勛的車，因此有不在場證據，後被拘捕                                                                                                |
| 羅泳嫻 | 施 錡        | KiKi 電影明星 長期被變態偷拍 |
| 何偉業 | 羅先生       | 施錡之經理人 |
| 戴耀明 | 大蛇標       | 高升吧酒保 陳文狄之好友 聲稱與陳文狄一同喝酒作為其不在場證據，後被揭發因患痛風不能喝酒 陳文狄在錄口供時親口聲稱他和大蛇標一起合作偷竊何文勛的車，雖沒有展現大蛇標被捕的畫面，但還是因為偷車事件而被拘捕 |
| 許碧姬 | 紅婆婆       | 本案證人 於第1集幾乎與孫女被花盆砸中，被林汀汀所救 |
| 魯文傑 | 張家樂       | 施錡影迷 清潔公司職員 因偷拍、騷擾施錡，其偷拍照片正好拍到譚家，成滅門血案破案關鍵 |
| 趙永洪 | 何文勛       | 何生 被陳文狄盜竊車輛之失主 |
| 楊證樺 | 陳醫生       | 譚偉昇之醫生 |
| 邵卓尧 | 车房老板     | - |
| 宁进   | 车房伙计     | - |
| 赵敏通 | 车房伙计     | - |
| 何俊轩 | 王志华       | - |
| 黎铭诺 | 屋主         | - |
| 华忠男 | 清洁公司主管 | - |
| 卓铄   | 清洁公司职员 | - |

#### 虐待兒童案（第3-4集）
| 演員   | 角色       | 暱稱/關係/職業                                                                                  |
| 鄭子誠 | 陳 廣      | 郭艷萍之夫 陳珊珊之父，因懷疑其不是自己親生而長期虐待她，最後和好 於第4集被捕                   |
| 姚樂怡 | 郭艷萍     | 陳廣之妻 陳珊珊之母 於第4集為維護其夫而頂罪，後被釋放                                           |
| 劉靖琳 | 陳珊珊     | 陳廣之女，因被其懷疑不是自己親生而被其長期虐待，最後和好 郭艷萍之女 於第3集被雷有權、何耀光砸傷 |
| 苏丽明 | 邝医师     | -                                                                                               |
| 雷恩   | 护士       | -                                                                                               |
| 沈可欣 | 陈珊珊老师 | -                                                                                               |

#### 擲磚傷人案（第3-5集）
| 演員   | 角色     | 暱稱/關係/職業 |
| 胡諾言 | 何耀光   | 黑仔耀 色情賣淫馬伕 雷有權之下屬 因不滿警方掃黃而擲磚洩憤，並教唆雷有權擲磚 砸傷周美靜、佟清芸、陳珊珊、梁小柔 於第5集被捕 |
| 邵傳勇 | 雷有權   | 色情賣淫老闆 何耀光之老大 因不滿警方掃黃受何耀光教唆而擲磚洩憤 砸傷周美靜、佟清芸、陳珊珊、梁小柔 砸死玩具小販 於第5集被捕 |
|        | 玩具小販 | 於第3集幫忙照顧陳珊珊時被雷有權砸死                                                                                        |
| 江欣庭 | 周美靜   | 於第3集被何耀光、雷有權砸傷                                                                                                |
| 曾愛媚 | 佟清芸   | 於第3集被何耀光、雷有權砸傷                                                                                                |
| 劉靖琳 | 陳珊珊   | 陳廣、郭艷萍之女 於第3集被雷有權、何耀光砸傷 參見虐兒案                                                                    |
| 杜港   | 钟房     | - |
| 张国威 | 马夫     | - |

#### 誤信偏方死亡案（第5-7集）
| 演員   | 角色   | 暱稱/關係/職業 |
| 劉錦玲 | 古澤瑤 | 於第5集因斑蝥素中藥而身亡 參見古家 |
| 鍾志光 | 何偉俊 | Dr. Ho 古澤瑤之主治醫生 仁愛醫院醫生 |
| 子明   | 徐 田  | 田叔 林彩玉之夫 |
| 李麗麗 | 林彩玉 | 玉姐 徐田之妻 仁愛醫院職員 誤信家鄉藥方，令古澤瑤誤服含斑蝥素中藥而中毒身亡 於第6集因進食古澤瑤給予的蛋糕誤中少量斑蝥素昏迷 於第7集蘇醒，後被捕並被判入獄六年，緩刑兩年 |
| 夏竹欣 | 細Ming | 酒店小姐 |

#### 姑爺仔墮電梯命案（第7-9集）
| 演員   | 角色   | 暱稱/關係/職業 |
| 唐詩詠 | 趙雪敏 | 阿Mon 曾為杜少威做私鐘妹 杜少威之女友 賈敏婷、張凡儀之情敵 因曾與杜少威發生爭執，而被懷疑殺死杜少威 用紅白藍膠袋棄杜少威的屍体 於第7集失足墮崖受傷昏迷 參見趙家 |
| 蔡淇俊 | 杜少威 | Joe 姑爺仔 趙雪敏、賈敏婷、張凡儀之男友 於第7集因搭手扶梯與張凡儀發生爭執而跌倒，導致腦部積血死亡，因此留下狗牙狀傷痕（實為意外死亡）                           |
| 陳嘉儀 | 何貴卿 | 卿姨 趙雪敏之母 因曾與杜少威發生爭執，而被懷疑殺死杜少威 參見趙家                                                                                               |
| 楊施詩 | 賈敏婷 | Sue 張凡儀之好姐妹，後反目 趙雪敏、張凡儀之情敵 杜少威之女友 因曾與杜少威發生爭執，而被懷疑殺死杜少威                                                           |
| 沈穎婷 | 張凡儀 | Fanny 賈敏婷之好姐妹，後反目 趙雪敏、賈敏婷之情敵 杜少威之女友 因曾與杜少威發生爭執，而被懷疑殺死杜少威                                                         |

#### 下水道棄屍案（第9-11集）
| 演員   | 角色   | 暱稱/關係/職業 |
| 陳法拉 | 容 慧  | 化名林晶晶 容嬸之女 程紅威之女友 持雙程證人士 非法黑工 “麗花夜總會”領台員 馮小花同鄉姊妹 懷有程紅威的骨肉 曾被一度懷疑是死者 錯手誤殺馮小花之真兇 放火燒毁麗花夜總會的員工紀錄 於第11集被捕 |
| 楊卓娜 | 馮小花 | 容慧同鄉姊妹 “麗花夜總會”公關小姐 于兩年前曾去超級市場偷竊 于兩年前被容慧錯手誤推到浴室鏡子傷到頭部，再跌進浴缸而遇溺身亡 于第9集在污水渠发现其骸骨                                         |
| 李思捷 | 程紅威 | 阿Red 容慧之男友 吉他手 前渠務署員工 於第11集幫容慧頂罪，但失敗 |
| 馮素波 | 容 嬸  | 容慧之母 曾誤以為下水道骸骨是其女之骸骨 |
| 李海生 | 張 泰  | 林愛之夫 |
| 廖麗麗 | 林 愛  | 張泰之妻 |
| 古明華 | 霍經理 | 《麗花夜總會》經理 |
| 蕭徽勇 | 何經理 | 超級市場經理 |
| 梁家驹 | 医生   | （特别客串） |

#### 奪命車禍（第11集）
| 演員   | 角色     | 暱稱/關係/職業                                                        |
| 陳穎妍 | 韓麗敏   | Vivian 羅華健之女友 於第11集曾被懷疑是車禍兇手 之後為安眠藥自殺案事主 |
|        | 肇事司機 | 車禍真兇，於第11集撞死女死者，後被捕                                  |
|        | 女死者   | 於第11集被撞死                                                        |

#### 連環變態姦殺案（第12-14集）
| 演員   | 角色   | 暱稱/關係/職業 |
| 王賢誌 | 鄭曉東 | IT公司老闆 性慾倒錯及創傷後壓力症患者，因童年时目睹其母杀害其父之情妇后及目睹其父杀害其母，因其父之情妇的右眉角有一颗痣，而觉得右眉角有一颗痣的女性破坏家庭幸福，而仇恨右眉角有一顆痣的女性及动杀机 李肇輝之好友 何永章之天敵兼死敌 於1991至2005年間强奸并以胶袋悶死三藩市中八个中國籍女子 殺死方愛珊、王淑雯、陳美美、何永章、李玉冰、何玉珊之兇手 曾於1991年被拘捕，但因证人农民在开庭前被其用车撞死，以致證据不足而被判無罪释放 於第14集再次被捕，並企圖將罪名嫁禍給何永章失敗， 最終被判终身监禁 童年时由王树熹饰演 角色影射林過雲 |
| 曾健明 |        | 郑晓东之父 出去找情妇 多年前目睹其妻杀害其情妇，后为其情妇报仇而在郑晓东面前杀害他母亲 |
| 關瑤珠 | 李玉冰 | 特征：右眉角有一顆痣 李婆婆之孫女 1991年遭鄭曉東强奸，并以胶袋悶死 |
| 詹秀君 | 方愛珊 | Cathy、阿珊 特征：右眉角有一顆痣 王大衛之情婦 佟雪媚、Susan之情敵 於第12集遭鄭曉東强奸，并以胶袋悶死 |
| 菁 瑋  | 王淑雯 | 特征：右眉角有一顆痣 遭鄭曉東强奸，并以胶袋悶死 |
| 陳文靜 | 陳美美 | May 「利濤網絡服務有限公司」市場主任 特征：右眉角有一顆痣 於第14集被鄭曉東以胶袋悶死，後險被鄭曉東强奸 |
| 魏惠文 | 李肇輝 | Edward 大學講師 鄭曉東之好友 |
| 梁舜燕 | 李婆婆 | 李玉冰之婆婆 |
| 陳狄克 | 張永平 | 風化慣犯，曾被懷疑奸殺方愛珊 於第12集因藏有孌童光碟而被捕 |
| 黃樂兒 | 葉惠美 | Amy 特征：右眉角有一顆痣 女警 做餌引出鄭曉東 參見西九龍重案組 |
| 何婷恩 | 佟雪媚 | 王大衛之妻 方愛珊、Susan之情敵 與王大衛育有一子 |
| 胡麒豐 | 王大衛 | 发型師 佟雪媚之夫 方愛珊、Susan之情夫 與佟雪媚育有一子 |
|        | Susan  | 王大衛之情婦 方愛珊、佟雪媚之情敵 |
|        | 農 民  | 因捉田雞而目睹李玉冰被殺經過 1991年在鄭曉東案子開庭前被郑指使他人用車撞死其 已去世 |

#### 誤殺棄屍案（第14-17集）
| 演員   | 角色   | 暱稱/關係/職業                                                                                                   |
| 李國麟 | 梁興中 | 孻叔 於第15集因企圖買通羅邦迷暈陳湄及誣陷其不忠，反被陳湄錯手推進泳池遇溺死亡，及後被陳湄及羅邦棄屍海中 參見梁家 |
| 韓馬利 | 陳 湄  | 梁興中之妻 參見梁家                                                                                              |
| 岑寶兒 | 梁泳潔 | 梁興中、陳湄之女 於第15集被捕，後獲釋 參見梁家                                                                   |
| 羅浩楷 | 羅 邦  | 阿邦 梁興中之司機 與陳湄把梁興中的屍首棄於大海 參見梁家                                                          |
| 洋     | 梁興隆 | 梁小柔、梁小剛之父 梁興中之兄 參見梁家                                                                           |
| 曾慧雲 | 羅 太  | 羅邦之妻 |
| 宋芝齡 | 金海潮 | 梁興中之情婦 金卓美之妹 與允天機有曖昧關係 Jason之母                                                             |
| 范振鋒 | 允天機 | 梁興中之風水師 金卓美之男友 與金海潮有曖昧關係                                                                   |
|        | 金卓美 | 金海潮之姊 允天機之女友                                                                                          |
| 羅君左 | 周文滔 | John Chou 興沖貿易助理經理 於第16集被捕並澄清梁興隆是無辜                                                        |
| 馬俊榮 | Jason  | 金海潮之子 |

#### 鄉村惡意破壞案（第14—15/18集）
| 演員   | 角色   | 暱稱/關係/職業                                                                  |
| 劉 江  | 白 泥  | 白泥公公 陳秀嫻之夫 白詠善之父 於第18集因希望其妻搬出市區，而破壞婆婆珍視的鹹魚 |
| 黎 萱  | 陳秀嫻 | 白泥婆婆 白泥之妻 白詠善之母 於第18集被白泥、白詠善破壞鹹魚及花草               |
| 簡慕華 | 白詠善 | 白泥、陳秀嫻之女 於第18集因希望母親搬出市區，而破壞其住處的花草                 |
| 王俊棠 | 大 傻  | 白泥、陳秀嫻之鄰居 與陳秀嫻有矛盾 曾被陳秀嫻懷疑破壞其的鹹魚及花草              |

#### 女明星迷暈案（第18-19集）
| 演員   | 角色         | 暱稱/關係/職業 |
| 駱應鈞 | 莫偉圖       | 富商 莫偉瀚之二哥 莫卓浩之二叔 於第18集因受藥物影响而意外與余澤美發生關係 於第19集被捕                                                          |
| 楊 明  | 莫卓浩       | Frankie 濫藥人士 莫偉圖、莫偉瀚之侄 季勝威之好友 欲迷奸余澤美 於第18集迷暈余澤美，後使莫偉圖與余澤美發生關係 於第19集吸毒後因神志不清而墮樓死亡 |
|        | 莫偉瀚       | 莫偉圖之弟 莫卓浩之三叔 |
| 陳思齊 | 余澤美       | Ella 凌心怡之表妹 電影明星 於第18集被莫卓浩迷暈，後與莫偉圖發生關係                                                                             |
| 羅貫峰 | 季勝威       | Paul 濫藥人士 莫卓浩之好友兼跟班 間接害死莫卓浩 於第17集下藥陷害高彥博                                                                          |
| 李彩寧 | Candy        | 濫藥人士 於第19集被捕 |
| 潘晓彤 | Coco         | - |
| 王维德 | 酒店部陈经理 | - |
| 朱婉仪 | Helen        | 莫伟图秘书 |
| 柯岚   | 莫卓浩朋友   | |
| 钟晓文 | 莫卓浩朋友   | |

#### 安眠藥自殺案（第20集）
| 演員   | 角色   | 暱稱/關係/職業                                                             |
| 陳穎妍 | 韓麗敏 | Vivian 羅華健之女友 於第20集服食安眠藥自殺去世                             |
| 郭耀明 | 羅華健 | Chris 律師 莫淑媛之前夫 韓麗敏之現任伴侶及工作拍檔                         |
| 鄭藩生 | 白偉昌 | 小偷 曾在韓麗敏家樓上進行爆竊，目睹韓麗敏自殺，成案件破案關鍵 於第20集被捕 |

#### 模仿小說連環兇殺案（第21-24集）
| 演員   | 角色   | 暱稱/關係/職業 |
| 李思欣 | 景天思 | Tracy 參見驕陽社 |
| 麥長青 | 林少聰 | Kenny、禽獸聰、囂屎聰 證券公司主席 江韻琴之分居丈夫 林俊杰之父 施卓恩之前男友 梁小柔之中學同學 曾追求梁小柔，於20集反面 梁偉豪之同公司競爭對手 教唆江韻琴與林俊杰自殺 被施卓恩指證，但後被判無罪釋放 被施卓恩刺破車胎 於第21集被景天思以古澤琛小說《無法完成的宴會》中同樣方式用刀割喉死亡并全裸跪在浴室惭愧 |
| 何啟南 | 李國維 | 關喜之子 經常虐打關喜，並間接害死關喜 於第22集被景天思以古澤琛小說《你離死亡還剩六十秒》中同樣方式用電線觸電死亡 |
| 唐詩詠 | 趙雪敏 | 阿Mon 參見驕陽社 |
| 麥嘉倫 | 梁偉豪 | Bowie 林少聰之同公司競爭對手 酒醉後被夏德威欺騙金錢，並誤以為夏德威替自己殺害林少聰 |
| 曾守明 | 夏德威 | 建築工人 指梁偉豪向自己買兇殺害林少聰以騙取5萬港幣 於第22集被捕 |
| 陳 琪  | 江韻琴 | 施卓恩小學同學 林少聰分居妻子 林俊杰之母 於第21集被林少聰教唆與林俊杰自殺身亡 |
| 莫凱謙 | 林俊杰 | 杰仔 林少聰、江韻琴之子 於第21集被江韻琴殺害 名字同音林俊杰 |
| 劉綽琪 | 施卓恩 | Bonnie 花店職員 江韻琴小學同學 林少聰之前女友 於第21集指證林少聰教唆江韻琴與林俊杰自殺，並刺破林少聰的車胎 |
| 夏 萍  | 關 喜  | 喜嬸 乞丐 李國維之母 經常被李國維虐打 於第22集失足滾下樓梯身亡 |
| 伍文生 | 苗永喬 | 貨運車司機 古采尼小說討論區網友 -- 判官 曾被懷疑是連環殺手 |
| 鍾嘉欣 | 林汀汀 | 汀汀 參見林家 |
| 林文龍 | 古澤琛 | Sam 參見古家 |
| 林映輝 | 蔡麗瓊 | 負責跟進江韻琴個案的社工 |
| 祝文君 | 曾 太  | 江韻琴鄰居 |
| 周家怡 | 簡莉櫻 | Maggie 林少聰之秘書 |
| 鄭世豪 | 小 偷  | 商場小偷 於第23集被捕 |
| 郭德信 | 朱啟明 | 參見驕陽社 |
| 麦子乐 | Henry  | - |
| 刘桂芳 | 邻居   | - |

#### 小丑報復綁架案（第25集）
| 演員     | 角色   | 暱稱/關係/職業 |
| 蔡子健   | 蘇志文 | Danny 職業小丑 景天思之好友，並暗戀其 於第25集為景天思報仇而放炸彈並嫁禍於高彥博，再綁架及企圖渴死高彥博，後被捕，最後在警署的廁所內自殺身亡 |
| 歐陽震華 | 高彥博 | 參見高家 |

### 其他演員
| 演員   | 角色       | 暱稱/關係/職業                                                         |
| 李启杰 | 林子彬     | 古泽琛之友（第1-2集）                                                  |
| 钟建文 | 陈颖正     | 古泽琛之友（第1-2集）                                                  |
| 张智轩 | 方兴       | 古泽琛之友（第1-2集）                                                  |
| 陈勉良 | 荣         | 法医部职员（第1-2、22集）                                              |
| 张雪芹 | 护士       | （第1集）                                                              |
| 杨鸿俊 | 酒保       | （第1集）                                                              |
| 杨鸿俊 | Roy        | （第7、9集）                                                           |
| 林敏仪 | 娟         | 林子彬喜欢对象（第2集）                                                |
| 钟志光 | 何伟俊     | 古泽瑶主治医师（第2、5-6集）                                           |
| 黄俊绅 | 陈文轩     | Ken 古泽琛之助手 法醫科醫生（第2、7-8、10-11、13、15-16、20-22、25集） |
| 徐荣   | 蒲友       | （第3集）                                                              |
| 卢永匡 | 男子甲     | （第3集）                                                              |
| 何庆辉 | 男子乙     | （第3集）                                                              |
| 何嘉裕 | 男子乙女友 | （第3集）                                                              |
| 甘子正 | 酒楼经理   | （第3集）                                                              |
| 伍泺文 | 护士       | （第4集）-                                                             |
| 诺思   | 护士       | -                                                                      |
| 叶暐   | 急症室医生 | -（第5集）                                                             |
| 叶凯茵 | 王小姐     | -（第5集）                                                             |
| 朱维德 | 唐世昌     | -（第6集）                                                             |
| 翟兆麟 | 军装警员甲 | -（第7集）                                                             |
| 陈建文 | 军装警员乙 | -（第7集）                                                             |
| 林佳蓉 | Miki       | （第9集）                                                              |
| 郭卓桦 | 丧强       | （第10集）                                                             |
| 黄文标 | 苦力阿头   | （第10集）                                                             |
| 许明志 | 金毛飞     | （第13集）                                                             |
| 张洁莲 | 陈文轩女友 | （第13集）                                                             |
| 林淑敏 | Louisa     | 女歌手（第14集）                                                       |
| 高俊文 | 律师       | （第15集）                                                             |
| 罗天池 | 豪         | 便衣警察（第16集）                                                     |
| 陈念君 | 美少女     | （第17集）                                                             |
| 黄子衞 | CID甲      | （第18集）                                                             |
| 曾梓明 | CID乙      | （第18集）                                                             |
| 王家昌 | 武         | （第19集）                                                             |
| 彭冠中 | 拆弹专家   | （第25集）                                                             |
| 洗燕芳 | 何经理     | （第25集）                                                             |

## 轶事
- 此剧是于洋、骆应钧、王贤志、蒙嘉慧继《妙手仁心II》后再度合作。

## 獎項

### 萬千星輝頒獎典禮2006
| 年份 | 獎項                 | 單位                | 結果             |
| ---- | -------------------- | ------------------- | ---------------- |
| 2006 | 最佳劇集             | 法證先鋒            | 提名             |
| 2006 | 最佳男主角           | 歐陽震華            | 提名             |
| 2006 | 最佳男主角           | 林文龍              | 提名             |
| 2006 | 最佳女主角           | 蒙嘉慧              | 提名             |
| 2006 | 最佳女主角           | 鍾嘉欣              | 提名             |
| 2006 | 我最喜愛的電視男角色 | 古澤琛（林文龍 飾） | 提名             |
| 2006 | 我最喜愛的電視女角色 | 梁小柔（蒙嘉慧 飾） | 提名             |
| 2006 | 我最喜愛的電視女角色 | 林汀汀（鍾嘉欣 飾） | 提名             |
| 2006 | 最佳男配角           | 曹永廉              | 提名             |
| 2006 | 飛躍進步男藝員       | 曹永廉              | 提名             |
| 2006 | 飛躍進步女藝員       | 鍾嘉欣              | 獲獎             |
| 2006 | 飛躍進步女藝員       | 楊秀惠              | 提名             |
| 2006 | 飛躍進步女藝員       | 唐詩詠              | 提名（最後五強） |
| 2006 | 最佳宣傳片           | 時光倒流篇          | 提名             |

### Astro华丽台电视剧大奖2007
| 年份 | 獎項                 | 單位                  | 結果 |
| ---- | -------------------- | --------------------- | ---- |
| 2007 | 我的至愛戲勢最強大獎 | 法證先鋒              | 獲獎 |
| 2007 | 我的至爱男主角       | 歐陽震華              | 提名 |
| 2007 | 最喜愛TVB電視角色    | 高彥博（歐陽震華 飾） | 提名 |

## 收視
以下為該劇於香港無綫電視翡翠台之收視紀錄：
| 週次 | 日期                    | 香港平均收視 | 香港最高收視 | 广州CSM收视 |
| ---- | ----------------------- | ------------ | ------------ | ----------- |
| 1    | 2006年6月13日-6月16日   | 28點         | 30點         | 17.4        |
| 2    | 2006年6月19日-6月23日   | 30點         | 32點         | 17.4        |
| 3    | 2006年6月26日-6月30日   | 32點         | 36點         | 17.4        |
| 4    | 2006年7月3日-7月7日     | 34點         | 38點         | 21.01       |
| 5    | 2006年7月10日-7月14日   | 37點         | 39點         | 21.01       |
| 5    | 2006年7月16日（大結局） | 41點         | 43點         | 21.01       |

全劇平均收視33點。

## 外部連結
- 法證先鋒 - TVBAnywhere 北美官方網站
- 豆瓣电影上《法證先鋒》的資料 （简体中文）
- 互联网电影数据库（IMDb）上《法證先鋒》的资料（英文）